# Sigismund Alexandrowitsch Lewanewski

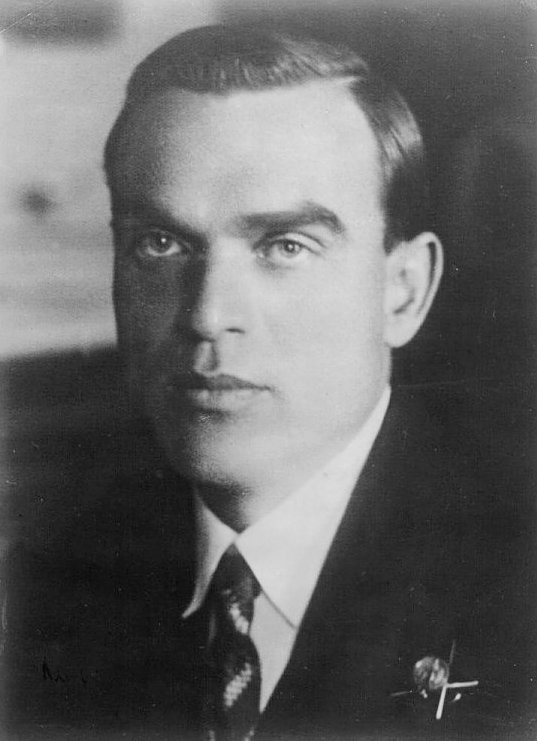
Sigismund Alexandrowitsch Lewanewski

Sigismund Alexandrowitsch Lewanewski  (russisch Сигизмунд Александрович Леваневский; * 2. Maijul. / 15. Mai 1902greg. in Sankt Petersburg; verschollen am 13. August 1937 im Nordpolargebiet) war ein sowjetischer Pilot und Held der Sowjetunion.

## Leben
Lewanewski war das dritte von vier Kindern einer polnischen Familie. Seine Eltern stammten aus einem Dorf nahe dem Beloweschsker Nationalpark und waren noch vor seiner Geburt nach Sankt Petersburg gezogen. Sein Vater, der als Hausmeister arbeitete, starb 1910. Da die als Näherin tätige Mutter die Familie nur schwer ernähren konnte, war Lewanewski 1916 gezwungen, die Schule nach drei Jahren abzubrechen und eine Arbeit als Fabrikarbeiter anzunehmen. Er trat während der Oktoberrevolution in die Rote Garde ein und wechselte 1918 zur Roten Armee. Während des Bürgerkrieges war er Kompanie-, später Bataillonsführer. 1921 war er in Buinaksk eingesetzt, wo er seine Frau Natalja Alexandrowna Degtjarjewa kennenlernte und im gleichen Jahr heiratete. Nach Kriegsende besuchte er ab Herbst 1923 die Seefliegerschule in Sewastopol und schloss sie 1925 ab. Kurze Zeit später wurde er zum Leiter der OSSOAWIACHIM-Fliegerschule in Nikolajew ernannt. 1931 wechselte er zur Schule in Poltawa.

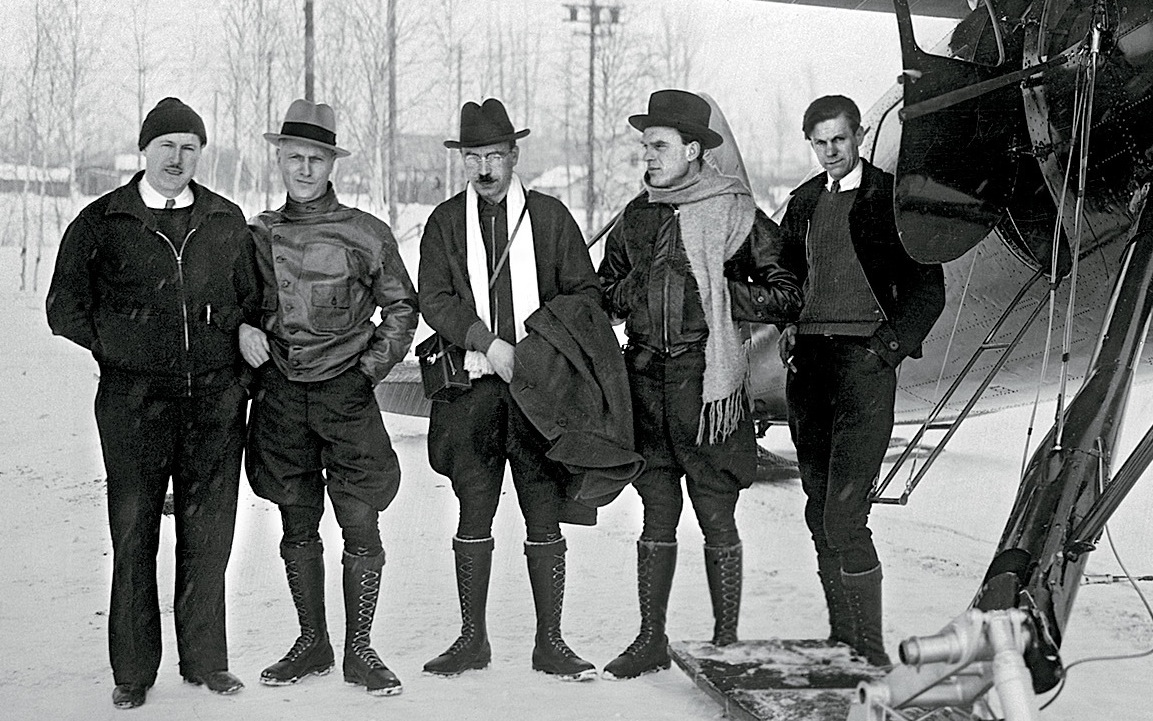
Lewanewski (2.v.r.) 1934 in Fairbanks kurz vor dem Start zur Rettung der Tscheljuskin-Schiffbrüchigen

1933 wechselte Lewanewski zur Zivilluftfahrt und flog bei der GLAWSEWMORPUT (Hauptverwaltung des Nördlichen Seeweges). Im selben Jahr flog er den in Tschukotka bruchgelandeten US-amerikanischen Piloten James Mattern mit einem Wal-Flugboot nach Nome in Alaska aus, wofür er den Orden des Roten Sterns erhielt.
Im März/April 1934 war er einer der sieben Piloten, die an der Rettung der schiffbrüchigen Besatzung des untergegangenen Dampfers Tscheljuskin von einer Eisscholle beteiligt waren. Dafür flog er auftragsgemäß zusammen mit Georgi Uschakow und dem Piloten Mawriki Slepnjow in einem Flugzeug der Deruluft von Moskau nach Berlin und von da weiter nach London, um per Schiff in die USA weiterzureisen. Dort wurden zwei Fleetster-Flugzeuge gekauft, mit denen die Beteiligten am 29. März 1934 von Nome aus in Richtung Wankarem, wo die Rettung organisiert werden sollte, starteten. Kurz vor dem Ziel machte Lewanewski infolge schlechten Wetters eine Bruchlandung, bei der er leicht verletzt wurde. Seine beiden Passagiere, Uschakow und der US-amerikanische Mechaniker Clyde Armistead, blieben unverletzt. Sie verbrachten die Nacht in einem nahegelegenen Dorf der Tschuktschen und fuhren am nächsten Tag per Hundeschlitten zu ihrem noch etwa 60 km entfernten Zielort weiter. Obwohl Lewanewski aufgrund seines zerstörten Flugzeugs nun nicht mehr fliegerisch aktiv an der Evakuierung der Tscheljuskin-Besatzung teilnehmen konnte, wurde ihm für die Beförderung des Organisators Uschakow nach Wankarem am 20. April 1934 der aus Anlass des Erfolgs der Aktion gestiftete Orden „Held der Sowjetunion“ verliehen.
Im Anschluss reiste Lewanewski im Juni 1934 zusammen mit Wassili Molokow nach London, um eine internationale Luftfahrtmesse zu besuchen. Im Herbst 1934 begann er ein Studium an der Moskauer Schukowski-Akademie, unterbrach es aber im Folgejahr wieder, um sich auf einen Transpolarflug in die USA vorzubereiten, der am 3. August zwar gestartet, aber von Lewanewski wegen vermeintlicher technischer Probleme wieder abgebrochen wurde (siehe nachfolgender Absatz). Anfang 1936 reiste er mit einer Delegation in die USA, um mit den Firmen Vultee und Consolidated über eine eventuelle Lieferung oder Lizenzproduktion von Flugzeugen zu verhandeln.
Bei dem Versuch, einen weiteren Transpolarflug von der Sowjetunion in die USA durchzuführen verschwand das Flugzeug Lewanewskis am 13. August 1937 über dem Nordpol. Die Besatzung galt seitdem als vermisst und wurde zum ersten Jahrestag des Fluges am 12. August 1938 von der sowjetischen Regierung für tot erklärt.
Lewanewski ist Autor der Bücher „Mein Element“ und „Rostow am Don“ von 1935. Sein zweitältester Bruder Józef Lewoniewski, der nach der Oktoberrevolution mit der restlichen Familie nach Polen zurückgekehrt war, wurde ebenfalls Pilot. Er starb 1933 beim Absturz seines Flugzeugs bei Kasan. Die jüngere Schwester Sofia war mit Wacław Kornatzki, einem Angehörigen der polnischen Luftstreitkräfte, verheiratet. Lewanewski hatte mit seiner Frau Natalja Lewanewskaja zwei Kinder, Sohn Wladik und Tochter Nora.

## Gescheiterter Polarflug

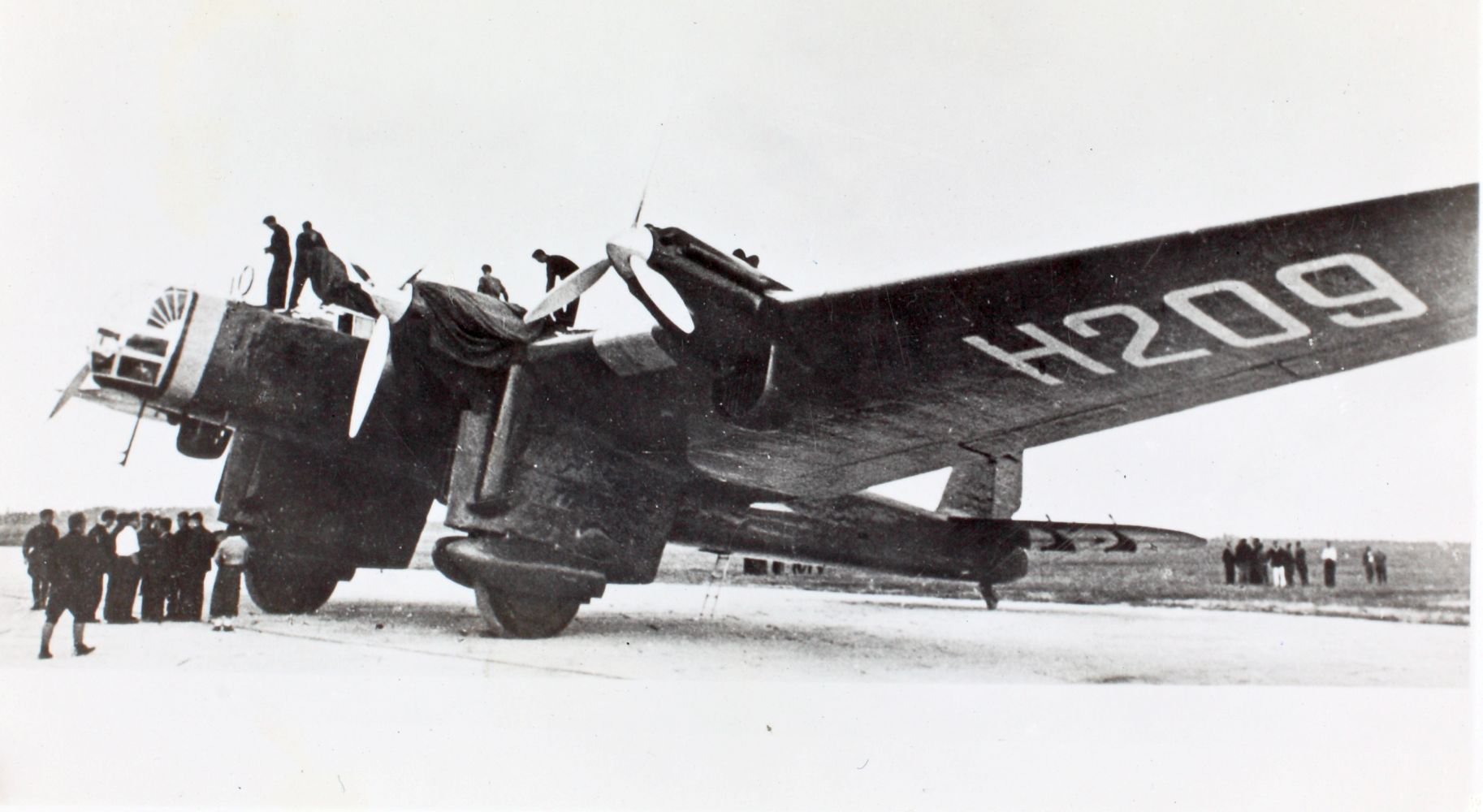
Lewanewskis DB-A während der Vorbereitungen zum Langstreckenflug

1937 unternahm Lewanewski den Versuch, mit einem viermotorigen Bombenflugzeug DB-A einen Fernflug UdSSR – USA über den Nordpol durchzuführen. Bereits im Frühjahr 1935 hatte er sich mit der Bitte an Josef Stalin, mit einer ANT-25 über den Nordpol nach San Francisco fliegen zu dürfen, gewandt. Stalin gab seine Zustimmung. Lewanewski startete am 3. August 1935 zusammen mit dem Copilot Georgi Baidukow und dem Navigator Wiktor Lewtschenko zum Rekordversuch, brach diesen über der Barentssee jedoch ab, da er den durch Überfüllung leckenden Öltank irrtümlich als Havarie ansah. Bei der abschließenden Auswertung des Fluges bezeichnete Lewanewski den Konstrukteur Andrei Tupolew als Volksschädling und Verräter und erklärte, niemals wieder in einem von dessen Flugzeugen fliegen zu wollen.
Im Mai 1937 gab er den Beschluss bekannt, mit der DB-A, eine Konstruktion Wiktor Bolchowitinows, den Flug durchführen zu wollen. Baidukow, der das Flugzeug schon geflogen hatte, äußerte seine Bedenken wegen der noch nicht ausreichend getesteten Maschine, wurde jedoch von Stalin abgeblockt.
Kurze Zeit später flog eine ANT-25 mit Tschkalow, Baidukow und Beljakow über den Pol in die USA, einen Monat später eine zweite mit der Besatzung Gromow, Jumaschew (1902–1988) und Danilin (1901–1978). Lewanewski geriet unter Zeitdruck. Die sechsköpfige Besatzung wurde eilig zusammengestellt und hatte nicht die notwendige Zeit, sich aufeinander einzuspielen. Noch einen Monat vor dem Flug wurde der Funker Leonid Körber, später einer der stellvertretenden Chefkonstrukteure des OKB Tupolew, im Zuge der stalinistischen Säuberungen verhaftet und durch Nikolai Jakowlewitsch Galkowski (* 1905) ersetzt.
Am 12. August 1937 stand der Prototyp der DB-A auf dem Flugplatz Schtscholkowo bei Moskau bereit. Das Flugzeug hatte für den Flug eine blaue Rumpflackierung erhalten, das Tragwerk besaß einen signalroten Anstrich. Aufgrund der ungünstigen Vorzeichen des Fluges beantworteten Bordingenieur Nikolai Nikolajewitsch Godowikow (* 1893) und Navigator Wiktor Iwanowitsch Lewtschenko (* 1906) die Abschiedsgrüße des Bodenpersonals mit „Lebt wohl!“ anstatt des üblichen „Auf Wiedersehen!“. Der Start wurde von Copilot Nikolai Kastanajew (* 1904) durchgeführt.
Nach Überquerung des Pols unter schlechten Wetterbedingungen meldete die Besatzung nach 19:27 Stunden Flugzeit über Funk den Ausfall des rechten äußeren Motors. Nach einer Weile brach jeglicher Funkkontakt ab. Trotz umfangreicher Suche seitens sieben amerikanischer sowie 24 sowjetischer Flugzeuge konnte von der DB-A mit dem Kennzeichen SSSR N-209 keine Spur gefunden werden. Im Mai 1938 wurde die Suchaktion eingestellt, nachdem eine Fläche von 58.000 km² abgesucht worden war.

## Ehrungen
Lewanewski war Träger des Leninordens, des Rotbannerordens und des Ordens des Roten Sterns. Nach seinem Tod wurde die Neale-Insel im Archipel Franz-Josef-Land in Lewanewski-Insel umbenannt.